# Ом, Георг Симон
Гео́рг Си́мон Ом (нем. Georg Simon Ohm; 16 марта 1789, Эрланген — 6 июля 1854, Мюнхен) — немецкий физик. Он вывел теоретически и подтвердил на опыте закон, выражающий связь между силой тока в цепи, напряжением и сопротивлением (известен как закон Ома). Его именем названа единица электрического сопротивления (Ом).
Член Баварской академии наук (1850), иностранный член Лондонского королевского общества (1842).

## Биография
Георг Симон Ом родился 16 марта 1789 года в немецком Эрлангене (тогда часть Священной Римской империи). Мать Георга, Элизабет Мария, происходила из семьи портного; она умерла, когда Георгу исполнилось девять лет. Отец его — слесарь Иоганн Вольфганг был весьма развитым и образованным человеком, с детства занимался образованием сына и самостоятельно преподавал ему математику, физику и философию. Он отправил Георга учиться в гимназию, которую курировал университет. По окончании курса в 1805 году Ом начал изучать математические науки в Эрлангенском университете. Уже после трёх семестров в 1806 году, бросив университет, принял место учителя в монастыре Готштадт (ныне в составе швейцарской коммуны Орпунд).
В 1809 году покинул Швейцарию и, поселившись в Нейенбурге, всецело посвятил себя изучению математики. В 1811 году вернулся в Эрланген, уже в том же году сумел окончить университет, защитить диссертацию и получить учёную степень доктора философии. Более того, ему тут же была предложена в университете должность приват-доцента кафедры математики. В этом качестве он проработал до 1813 года, когда принял место преподавателя математики в Бамберге (1813—1817), откуда перешёл на такую же должность в Кёльне (1817—1826). Во время пребывания в Кёльне Ом опубликовал свои знаменитые работы по теории гальванической цепи.
Целый ряд неприятностей заставил его в 1826 году покинуть должность (по личному указанию министра образования был уволен с работы в школе за публикацию в газетах своих открытий в области физики). В течение 6 лет, несмотря на весьма стеснённые обстоятельства, Ом посвящает себя исключительно научным работам и лишь в 1833 году принимает предложение занять должность профессора физики в Нюрнберге.
В 1842 году становится членом Лондонского королевского общества. В 1849 году Ом, уже весьма известный, приглашён профессором физики в Мюнхен и назначен там же консерватором физико-математических коллекций академии наук. Он остаётся здесь до своей смерти, последовавшей 6 июля 1854 года. Похоронен на Старом южном кладбище. В Мюнхене в 1892 году воздвигли памятник Ому, а в 1881 году на международном конгрессе электриков в Париже решено было назвать его именем теперь общепринятую единицу электрического сопротивления («один ом»).

## Научная деятельность
Наиболее известные работы Ома касались вопросов о прохождении электрического тока и привели к знаменитому «закону Ома», связывающему сопротивление цепи электрического тока, напряжение и силу тока.
В первой его научной работе («Vorläufige Anzeige des Gesetzes, nach welchem Metalle die Contactelectricität leiten», 1825) Ом опытно исследует эти явления, но, по несовершенству приборов, приходит к ошибочному результату. В последующей работе («Bestimmung des Gesetzes, nach welchem Metalle die Contactelektricität leiten», 1826) Ом формулирует свой знаменитый закон и затем все свои работы по этому вопросу объединяет в книге «Die galvanische Kette, mathematisch bearbeitet» (Берлин, 1827; переиздано Мозером в Лейпциге, 1887; переведено на английский в 1841 г., итальянский в 1847 г. и французский в 1860 г.), в которой даёт и теоретический вывод своего закона, исходя из теории, аналогичной теории теплопроводности Фурье. Несмотря на важность этих работ, они прошли незамеченными и были встречены даже враждебно, и лишь когда Пулье во Франции снова пришёл (1831—1837), опытным путём, к тем же результатам, закон Ома был принят учёным миром, и Лондонское королевское общество на заседании 30 ноября 1841 года наградило Ома медалью Копли.
Открытие Ома, давшее впервые возможность количественно рассмотреть явления электрического тока, имело и имеет огромное значение для науки; все теоретические (Гельмгольц) и опытные (Бетц, Кольрауш, комиссия британской ассоциации) проверки показали полную его точность; закон Ома есть истинный закон природы.
Дальнейшие работы Ома по электричеству касались вопросов униполярной проводимости (1830) и нагревания проводов током (1829). В 1839 году последовал ряд работ по акустике, которые привели к результатам большой важности.
В статье «Über die Definition des Tones nebst daran geknüpfter Theorie der Sirene und ähnlicher tonbildender Vorrichtungen» (1843) сформулирован закон (тоже носящий имя Ома), согласно которому человеческое ухо познаёт лишь простые гармонические колебания, а всякий сложный тон разлагается ухом на составные (по закону Фурье) и познаётся лишь как сумма их. Этот закон не был принят современниками Ома, и его полную справедливость Гельмгольц доказал через восемь лет после смерти автора.

### Сочинения
- Grundlinien zu einer zweckmäßigen Behandlung der Geometrie als höheren Bildungsmittels an vorbereitenden Lehranstalten / entworfen von Georg Simon Ohm. — Erlangen: Palm und Enke, 1817. — XXXII, 224 S., II Faltbl.: graph. Darst. (PDF, 11 MB)
- Die galvanische Kette : mathematisch bearbeitet. — Berlin: Riemann, 1827. — 245 S.: graph. Darst. (PDF, 5 MB)
- Beiträge zur Molecular-Physik. Band I: Elemente der analytischen Geometrie im Raume am schiefwinkligen Coordinatensysteme. — Nürnberg: Schrag, 1849. — XII, 590 S. (PDF, 81 MB) — В конце 1840-х годов Ом задумал создать стройную теорию молекулярной физики, но успел издать лишь первый том.
- Grundzüge der Physik als Compendium zu seinen Vorlesungen. — Nürnberg: Schrag, 1854. — X, 563 S.: Ill., graph. Darst. Erschienen: Abth. 1 (1853) und 2 (1854) (PDF, 38 MB)

В 1892 году издано полное собрание сочинений Ома под редакцией Ойгена фон Ломмеля — Gesammelte Abhandlung von G. S. Ohm. — Leipzig, 1892.

## Память
В 1970 г. Международный астрономический союз присвоил имя Георга Ома кратеру на обратной стороне Луны.
Имя учёного увековечено в названиях трёх законов: помимо основного закона электрической цепи (закон Ома) и акустического закона Ома, существует закон Ома для магнитной цепи (аналогичный закону Ома для электрической цепи), определяющий связь между магнитодвижущей силой, магнитным сопротивлением и магнитным потоком в магнитной цепи.